# Stadhuis van Weesp
Het stadhuis van Weesp werd in 1772-1776 gebouwd. Het neoclassicistische gebouw werd ontworpen door architect Jacob Otten Husly (1738-1796), die zeer daarbij duidelijk liet inspireren door het classicistische Stadhuis van Amsterdam (1648-1664) van Jacob van Campen. Hoezeer het in de bouwtijd gewaardeerd werd, blijkt uit de publicatie van de opstandtekening van de voorgevel met beschrijving in De Maandelykse Nederlandsche Mercurius in 1776, nog in het jaar waarin het bouwwerk werd voltooid. 
Het diende als bestuursgebouw, maar daarnaast werd er ook recht gesproken. De daarbij gebruikte kerkers en vierschaar zijn thans nog te zien.
Op de tweede verdieping van het gebouw is nu het gemeentemuseum Weesp gevestigd, waarbij Hollands porselein uit de 18e eeuw de hoofdcollectie vormt. In de periode 1759-1768 werd in Weesp het eerste porselein van Nederland geproduceerd.
Het stadhuis is een rijksmonument en staat op de lijst Top 100 van de Rijksdienst voor de Monumentenzorg.

## Fotogalerij

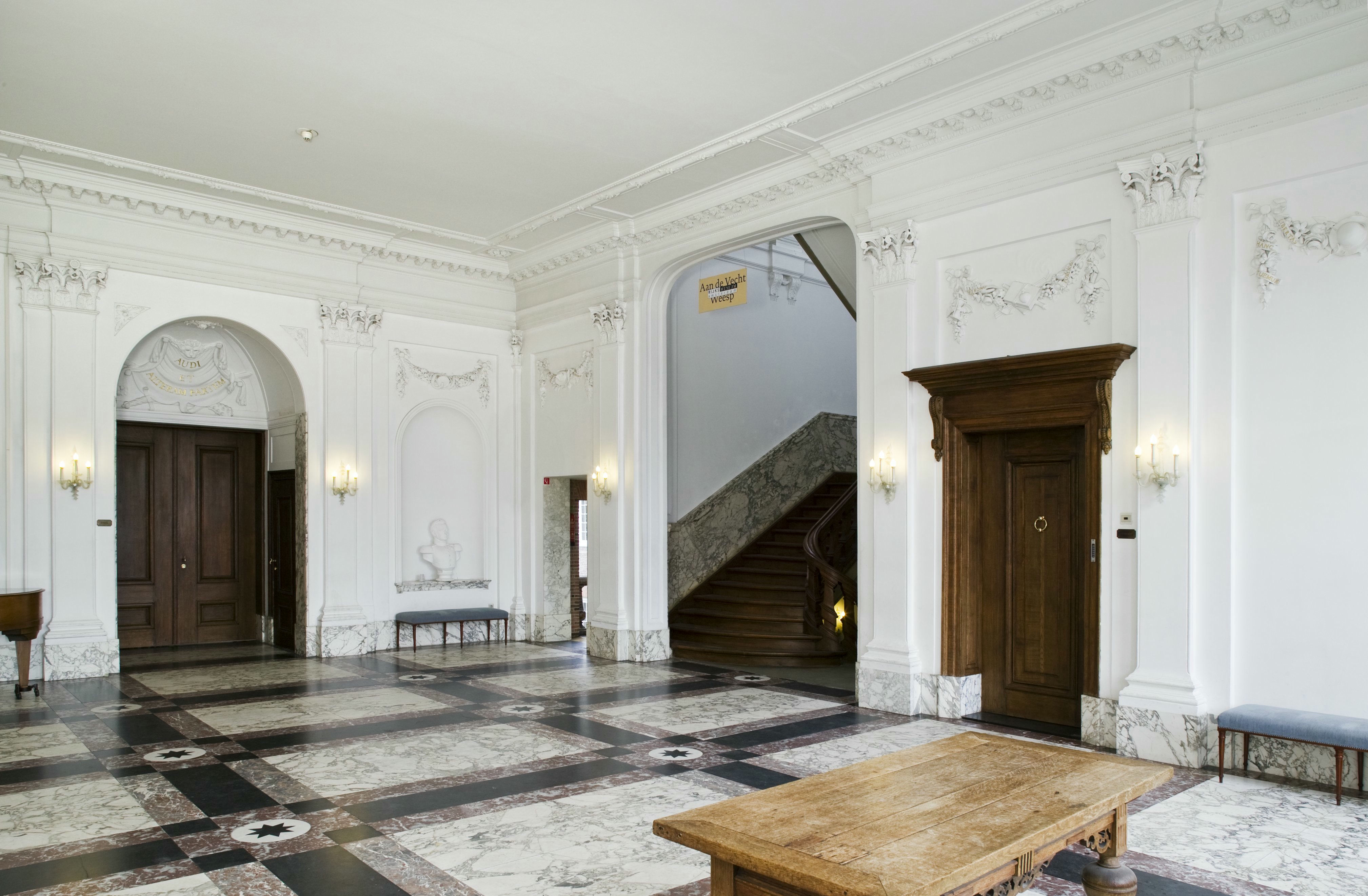
Burgerzaal. De deur links geeft toegang tot de raadszaal
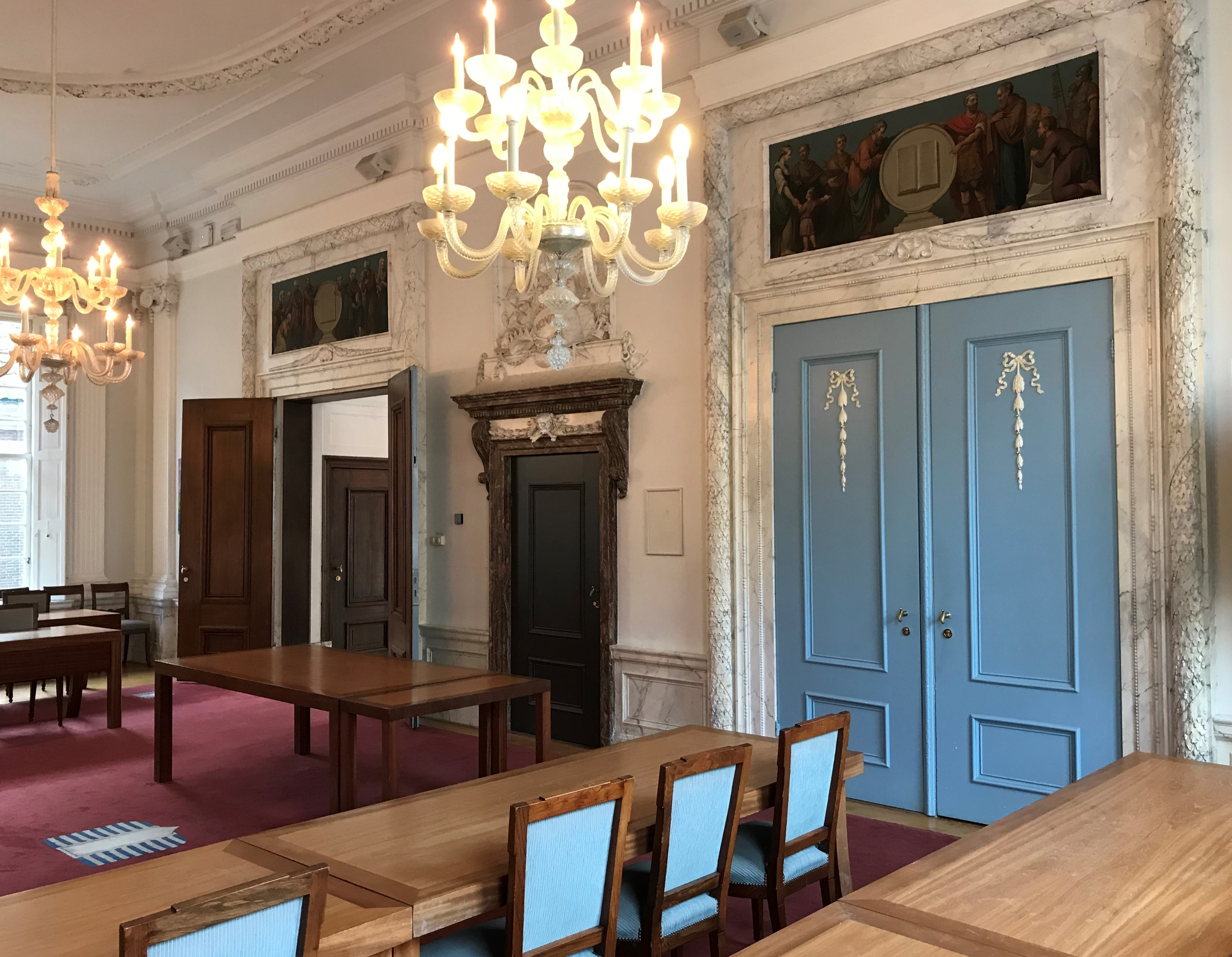
De raadszaal
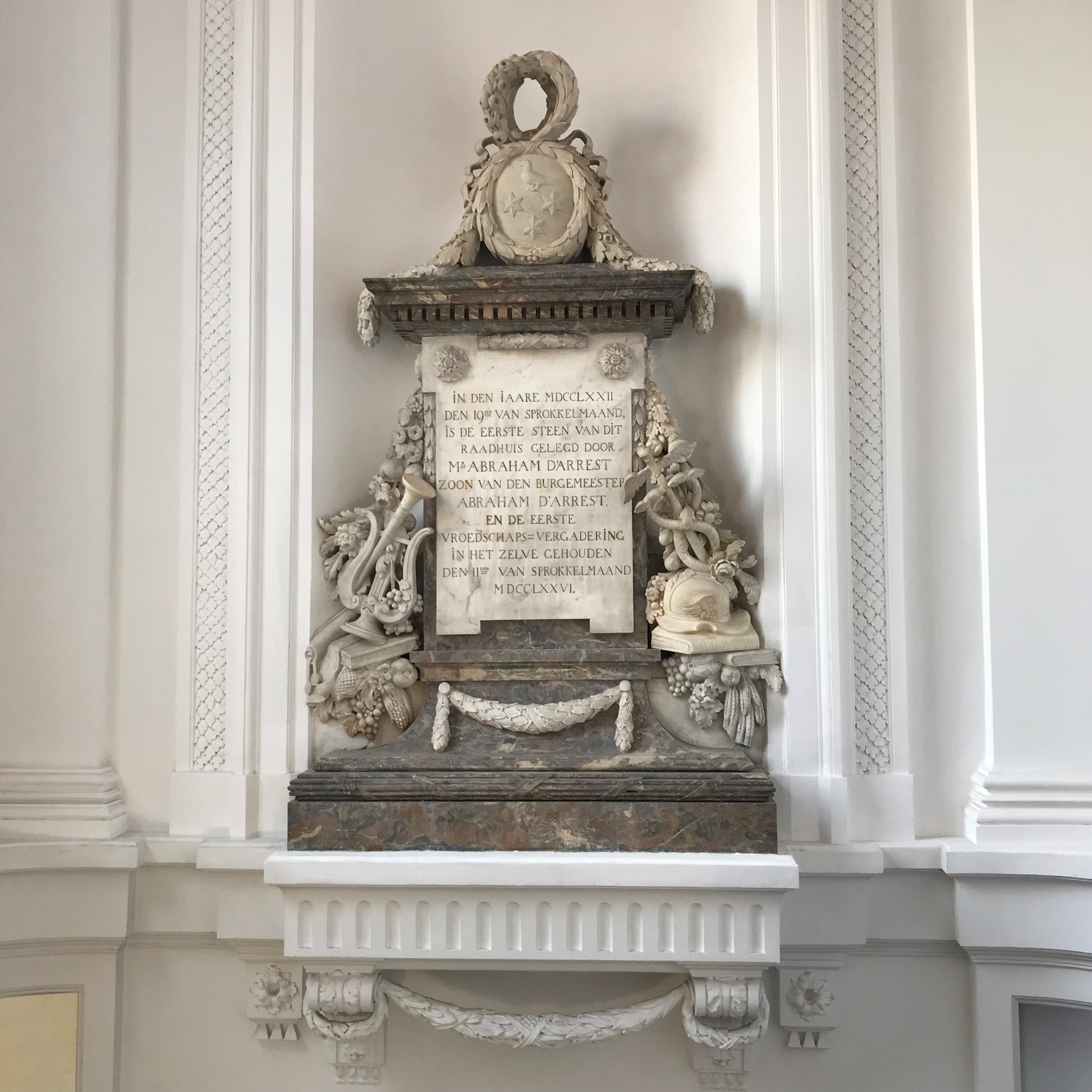
Rijkversierde plaat in het trappenhuis
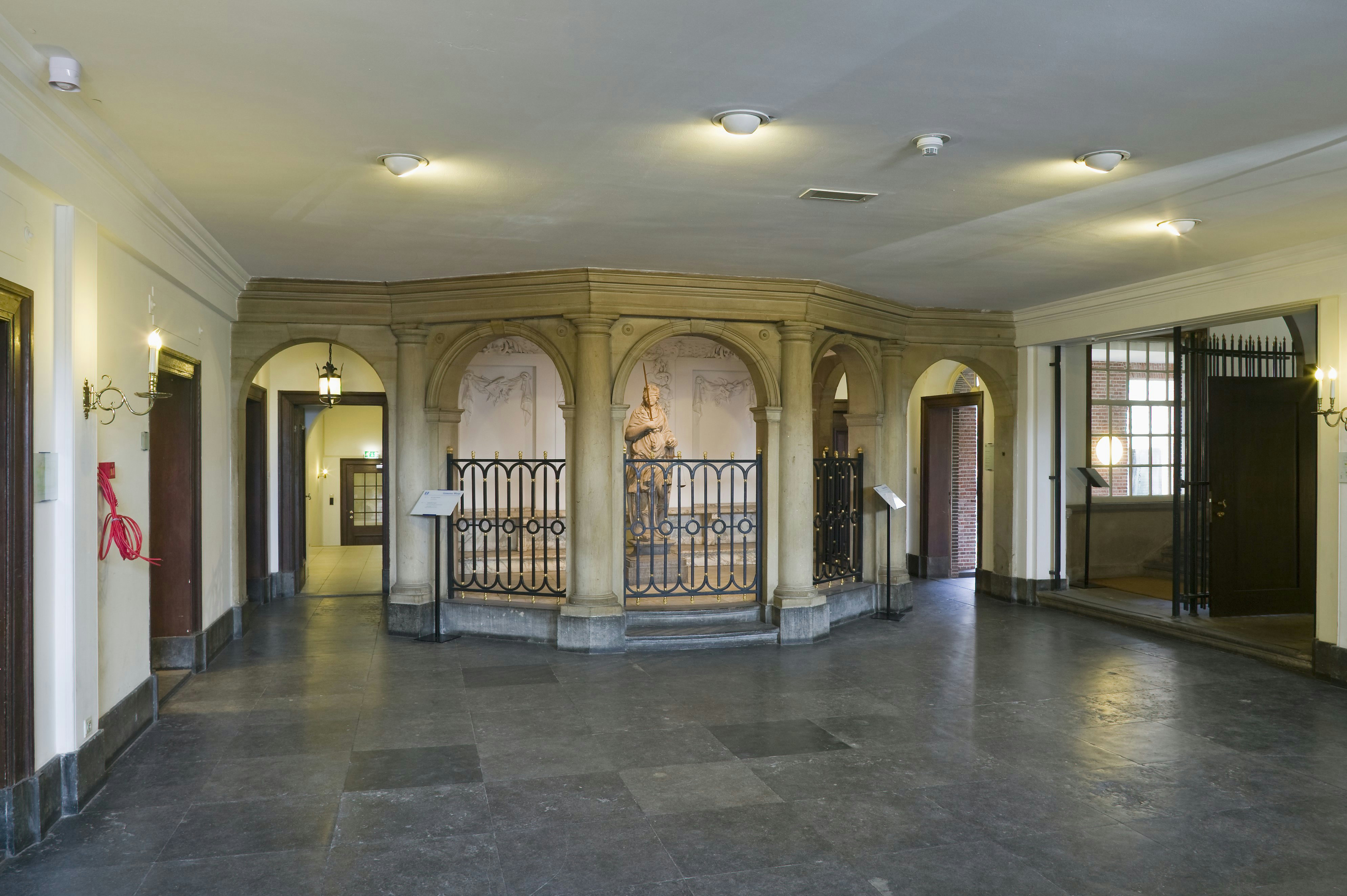
Entree met vierschaar en rechts ervan de deur naar de gevangenis
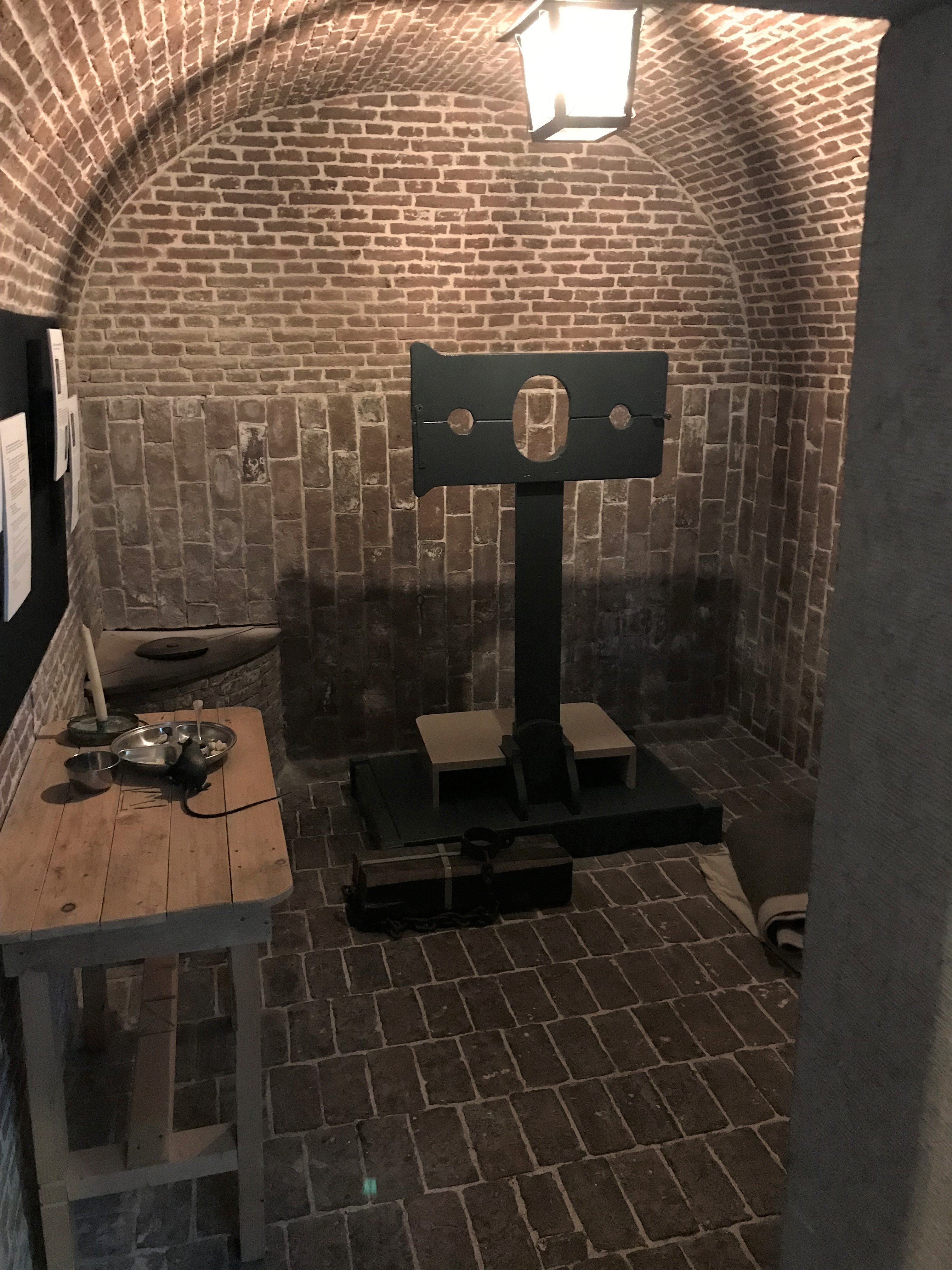
Een cel van de gevangenis